# Erythrodiplax basalis
Erythrodiplax basalis is een libellensoort uit de familie van de korenbouten (Libellulidae), onderorde echte libellen (Anisoptera).
De wetenschappelijke naam Erythrodiplax basalis is voor het eerst geldig gepubliceerd in 1897 door Kirby.